# 比较语言学
比較語言學（英語：comparative linguistics），原称比較語文學（英語：comparative philology），作為歷史語言學的一個分支，其目標是確定語言間的歷史親緣關係，是研究語言在語音、詞彙、文法上歷時變化的學科。親緣關係即表示共同的來源或共同的祖語。比較語言學致力於重構（又称“構擬”）祖語並標識出导致語言成为如今模样的变化。為了區別重構的形態和實際出現過的形態，一般在構擬出的，即现存的文本并未记录过的詞語之前加上星號（*）標記。经过长时间的发展，比较语言学发展出了一系列语言分类的方法，从简单的观察到计算机化的假设检验都有所使用。

## 研究方法
比較語言學有2種研究途徑。歷史比較語言學：以历史的和比较的方法对具体语言进行研究的历史比较语言学（如印欧历史比较语言学/比较文学）。結構比較語言學：以语言共性（即每种自然语言所显现的在其他所有语言中都能得以体现的共同特征，如语言结构的特征）为研究对象的广义比较语言学。
比較語言學的基本方法是比照法，通過該方法對两种或多种语言的語音系統、形態系統、語法和語彙進行比較。原則上，在有親緣關係的兩種語言之間，任何差異都应当能夠得到合乎情理的解釋，也都应当對應著系統的、规则的演變。在实践中，比较的范畴可能有所限制，例如仅限于词汇。在部分比较方法中，还可能构拟出更早的“原始语言”。以比照法得出的構擬結果雖然僅是理論上的假設，但往往也可能有預言的效力。最典型的實例是索緒爾曾提出原始印歐語的輔音系統中應包含一套喉音，但這些音在當時所知的印歐各語種中都不存在，因而其假说一直难以确证。直到後來语言学家發現了刚好存在这些喉音的赫梯語，證明了索緒爾喉音假设的正確性。
比照法难以適用於親緣關係非常疏遠的語言。尤其是在兩種構擬出來的原始语言間運用比照法進行比較的尝试，其結果往往难以达到预期。另外，比照法在确认语系的子分类时也难以发挥效力，甚至可能产生多种冲突的结果。於是，其他一些基於詞彙統計的方法被開發出來以克服這個障礙，例如词汇统计学和大规模比较法。前者像比较法一样使用同源词对，而后者只考虑词汇相似性。這些方法的基礎理論認為，可以不通過構擬而直接在語言間實現語彙的匹配，只要用來比較的語彙規模足夠大，就可以抵消在單個樣本中所存在的精度誤差。由于不进行构拟，这些方法可以用来确定语言的亲缘关系，但不能推测出原始语言的各类特征。
相比之下，其後的大规模比较法引起了更激烈的爭議，該方法不具備攷定語言演進年代的功能，專注於通過類似進化生物學中的遺傳分類學方法判定語言間親緣關係的遠近。

## 历史
在比较语言学的研究方法中，最早萌芽的是比较法，其历经多年发展后，在19世纪达到顶峰。比较法使用很长的单词列表进行细致的研究。然而，它也因其主观性、非正式性和缺乏可检验性而广受批评。比较法使用两种或多种语言的信息构拟原始语言。内部构拟法则只使用一种语言，通过比较其单词的变体来实现相同的功能。内部构拟法更抗干扰，但经常缺失足够的可被研究的单词，也只能构拟出那些留下了形态音系变体痕迹的变化。
在20世纪，另一种方法词汇统计学逐渐发展出来，其主要和莫里斯·斯瓦迪士的研究密切相关，也同样基于一些早期的研究。该方法使用更短的基本单词列表来进行比较。斯瓦迪士使用100个词来进行比较，其他类型的词表也在各类研究中使用过。通过分析这些语言的同源词比例可以计算其距离，但这一方法会减少很多有效信息。词汇统计学的一个分支是语言年代学，发端于20世纪50年代，提出了一个数学算式来基于核心词汇的差异比例计算语言相分离的时间。在其最简单的形式中，假设了一个语言词汇替换的恒定速率。尽管之后的版本中也允许速率变化，但还是难以达到可靠的结果。對語言年代學的可靠性，學者們從一開始就抱著懷疑的態度。時至今日，這種方法已很少再被使用。如今，对年代的估计一般使用计算机化的方法来生成，这些方法具有更少的限制，直接通过数据来计算分化率。然而，并没有哪一种特定的数学手段被证明可以可靠地通过词汇保留比例来计算原始语的分离时间。
另一种饱受争议的方法是由约瑟·哈罗德·格林伯格提出的大规模比较法。这种方法直接否认了确认语言发展年代的可能性，只关注研究语言亲缘关系的相对远近。格林伯格认为，该方法可用于对已知相关的语言进行初步的分组，这是进行深入比较分析的第一步。大规模比較法因抛弃了構擬原始语和推理规则变化等傳統手段而遭到大多數歷史語言學家的否定。
如今，与比较法和词汇统计学都密切相关的计算机化的统计学假设检验方法也在不断发展。基于词素的方法类似前者，而基于距离的方法类似后者。自20世纪90年代中期以来，更复杂的基于树或网络结构的系统发生学方法也被用于调查语言关系和断定祖语年代。许多学者认为这些方法会更有效力，但也有传统派学者不完全接受。不过，这些方法的目标并不是代替传统方法，而是为其提供补充。这些统计方法同样不能推导出除了被比较的词汇中存在的特征之外的原始语言特征。它们的方法论问题也同样受到质疑，因为没有构拟甚至没有详细的音系对应关系，就难以证明词汇的同源性。

## 相关领域
- 语言类型学
- 语言接触
- 对比语言学

## 伪科学的比较
比较语言学需要使用比较法寻找规则的（即重复出现的）音系、语法或核心词汇对应关系，从而研究语言的历史关系。一些并不专业的研究人士有时会试图通过主观推测来建立语言之间的联系，例如Diop在19世纪60年代对古埃及语和沃洛夫语进行的虚假比较，这是伪科学的研究方法。
伪科学的语言比较中，最常用的方法是寻找语言之间发音和含义都看似相近的词汇。虽然这种相似性对外行人来说往往很有说服力，但语言学家认为其比较不可靠。首先，这一方法的定义不良：“相近”的判定是主观的，难以证实或证伪，与科学方法的原则相违背。其次，每种语言都有很多词汇，但能够使用的发音却很有限，因而很容易产生巧合的相似词汇，其并不能说明语言的同源关系。

## 外部連結
- Лекция А. А. Зализняка «О профессиональной и любительской лингвистике» （页面存档备份，存于） （俄文）
- Лекция А. А. Зализняка «Об исторической лингвистике» （页面存档备份，存于） （俄文）
- Лингвистический энциклопедический словарь (1990) / Сравнительно-историческое языкознание （页面存档备份，存于） （俄文）